# Daina Gudzinevičiūtė

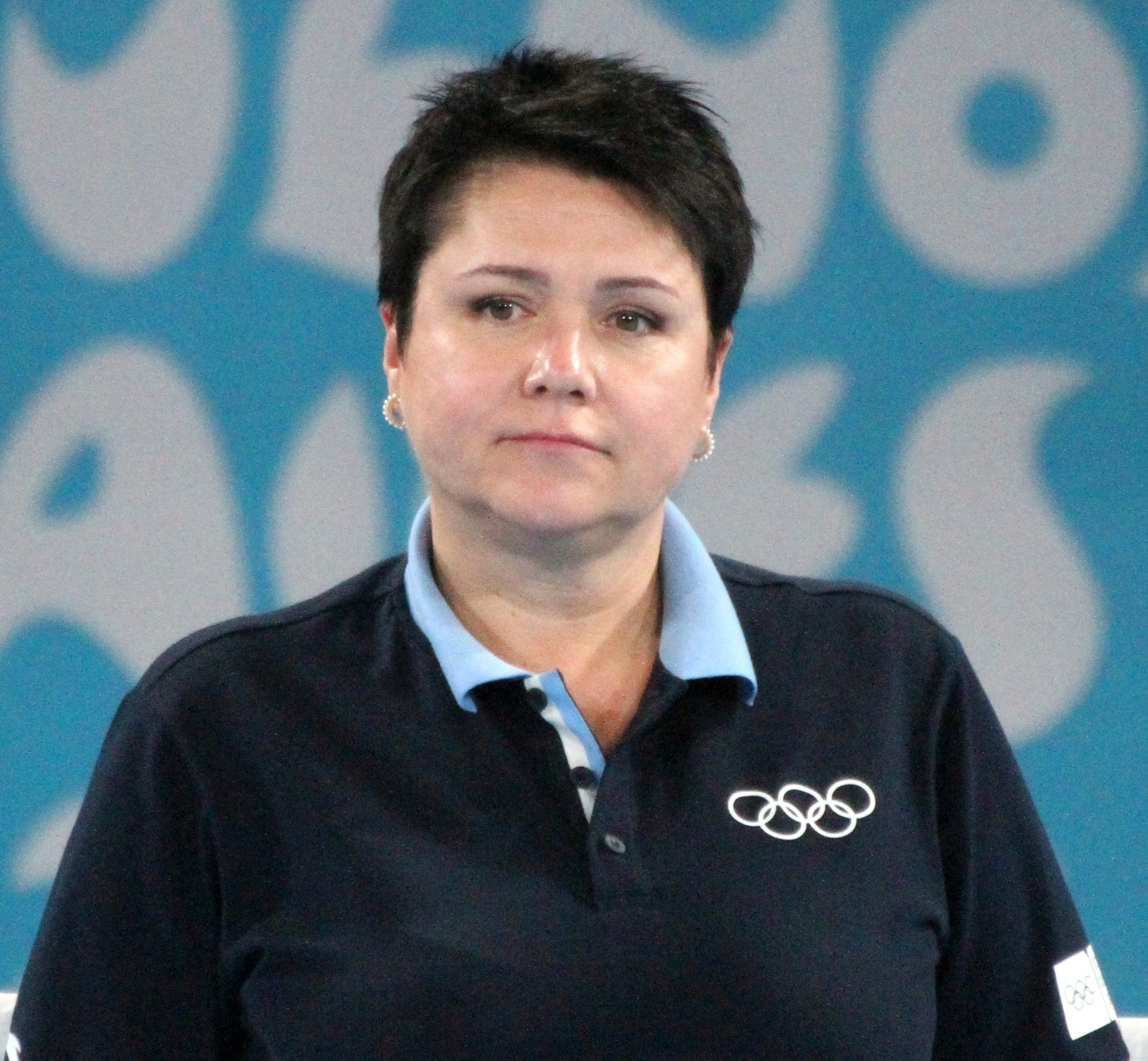
Daina Gudzinevičiūtė bei den Olympischen Jugendspielen 2018 in Buenos Aires

Daina Gudzinevičiūtė (*  23. Dezember 1965 in Vilnius) ist eine litauische Sportfunktionärin, ehemalige Sportschützin und Olympiasiegerin.

## Leben
Nach dem Abitur an der Mittelschule in Vilnius absolvierte sie ein Diplomstudium der Rechtswissenschaften an der Rechtsfakultät der Universität Vilnius.
Ab 1986 war Gudzinevičiūtė Mitglied der Mannschaft Litauens und von 1988 bis 1989 der sowjetischen Mannschaft. Dann nahm sie bei den Olympischen Sommerspielen 2004, 2008 und 2012 teil.
Bis 2005 arbeitete Gudzinevičiūtė als Beamte beim litauischen Grenzschutz Valstybės sienos apsaugos tarnyba. Heute ist sie beim Nationalen Olympischen Komitee aktiv. Gudzinevičiūtė leitet seit 2012 als Präsidentin das Lietuvos tautinio olimpinio komitetas. Von 2014 bis 2017 leitete sie eine Kommission der Europäischen Olympischen Komitees.

## Familie
Gudzinevičiūtė ist seit 2015 geschieden. Ihr Ehemann  Tadas Griniukas war Polizist und arbeitete bei der Polizei Vilnius.

## Auszeichnungen
- 2001: Orden des litauischen Großfürsten Gediminas